# 松本コウシ
松本 コウシ（まつもと こうし、1961年1月11日 - ）は、広島県出身の写真家。大阪芸術大学芸術学部写真学科卒。写真家デビューは1984年の「京阪沿線」（アサヒカメラ）。
夜という写真分野（夜景ではなく）の先駆的存在。印象派的な手法で夜を表現する作品集、「眠らない風景 1989-2003」「続・眠らない風景」が在る。また小説などのカバー写真、フォトエッセイ連載など、多くの仕事を手がけている。

## 主な著作
- 「記憶への旅」シリーズ 1983-1984
- 「京阪沿線」 1984
- 「イン オーストラリア」 1988
- 「ウイークエンド」 1988-1989
- 「阿倍野都市開発」 1988
- 「地下鉄」シリーズ 1988
- 「競馬場」シリーズ 1988
- 「KANSAI」 1989
- 「眠らない風景」シリーズ 1989-2003
- 「ポートレイチュアー（肖像権）」 1990-1994
- 「VANILLA」ヌード作品シリーズ 1993
- 「メイド イン パリ」 1994
- 「続・眠らない風景」シリーズ 2003-2006
- 「午前零時のスケッチ」シリーズ 2006-

## 主な写真展
- 「眠らない風景 al fine」
- 「続・眠らない風景」
- 「泳ぐ夜」　など